# Постная пища
По́стная пи́ща — пища, разрешённая к употреблению во время христианских религиозных постов.

## Продукты
- Продукты растительного происхождения, съедобные растения:
  - зерновые,
  - бобовые,
  - овощи,
  - фрукты,
  - орехи,
  - пряности,
  - растительные масла;
- грибы,
- мёд,
- рыба и изделия из неё, морепродукты, а также членистоногие и моллюски,
- соль,
- вода.

## В православии
В Православии ограничение еды касается и постной пищи. Так, до празднования Происхождения честных древ Животворящего Креста (Медовый Спас) 1 (14) августа запрещается вкушать мёд нового урожая, до Преображения Господня (Яблочный Спас ) 6 (19) августа — запрещается есть яблоки и вообще любые фрукты и плоды нового урожая, кроме огурцов, а до праздника перенесения Нерукотворенного образа Спасителя (Ореховый Спас) 16 (29) августа — орехи.
Строгость постов может ослабляться священниками для тяжелобольных, для маленьких детей, для беременных и кормящих матерей, для путешествующих, военнослужащих и некоторых учащихся, для недавно переживших тяжёлое психическое потрясение.